# Beatrix Savojská (1292)
Beatrix Savojská (asi 1250 – 1292) se narodila jako dcera Amadea IV. Savojského a jeho druhé manželky Cecílie z Baux. Rodem byla příslušnicí rodu Savojských, svým druhým sňatkem se stala Lady z Villeny.
Beatrix měla bratra Bonifáce a sestry Eleonoru a Konstancii. Z otcova prvního manželství měla také dvě nevlastní sestry, Beatrix a Markétu.
Po otcově smrti v roce 1253 obdržela jako dědictví Beatrix částku peněz. Po smrti bratra, hraběte Bonifáce, se novým savojským vládcem stal jejich strýc Petr II. Savojský. Po Petrově smrti se Beatrix musela se souhlasem své matky vzdát svých nároků na Savojsko ve prospěch svého druhého strýce Filipa I. Savojského.
Beatrix byla poprvé zasnoubena s Jakubem, druhým synem Jakuba I. Aragonského, zasnoubení však bylo 11. srpna 1266 zrušeno.
Beatrix se poprvé provdala 21. října 1268 za Petra ze Chalonu, seigneura de Châtelbelin. Byli manželi asi šest let, když bezdětný Petr zemřel.
Podruhé se Beatrix provdala v roce 1274 za Manuela Kastilského; toto manželství bylo druhým pro oba dva, Manuelova první manželka Konstancie (sestra Beatricina bývalého snoubence Jakuba) zemřela a zanechala po sobě dvě děti. Beatrix měla s Manuelem jednoho syna, Juana Manuela, který se narodil 5. května 1282 ve městě Escalona. Manuel o rok později zemřel. Beatrix se o svého syna starala až do své smrti o devět let později, poté byl Juan předán do péče svého strýce Sancha IV. Kastilského.